# カテジナ・ナッシュ
カテジナ・ナッシュ (Kateřina Nash, 旧姓ハヌショヴァ Hanušová 1977年12月9日 - )は、チェコ、プラハチツェ出身のクロスカントリースキーと自転車競技の選手。自転車ではマウンテンバイクレースとシクロクロスで活躍している。名は「カテリーナ」「カトリーナ」とも表記される。 スキー選手としては1998年長野オリンピックの4×5kmリレーで6位、2002年ソルトレークシティオリンピックの15kmで20位に入った。
シクロクロスでは2011年と2017年の世界選手権で銅メダルを獲得。
2012年ロンドンオリンピックのマウンテンバイク、女子クロスカントリーでは14位に入った。